# Gesturi
Gesturi è un comune italiano di 1 123 abitanti, che si estende per circa 4.500 ettari, nella provincia del Medio Campidano. 
Il comune è situato all'altitudine di 320 metri sul livello del mare, nella regione storica della Marmilla, confinante a nord col Barigadu, a est col Sarcidano e a sud est con la Trexenta. È il paese più a nord dell'alta Marmilla, famoso per la presenza dell'altopiano della Giara che lo sovrasta e per aver dato i natali al beato cappuccino fra Nicola. Risulta essere un luogo di rilievo non solo da un punto di vista paesaggistico, ma è anche un importante centro religioso che presenta inoltre interessanti aspetti archeologici.

## Geografia fisica

### Territorio
Il territorio di Gesturi è prevalentemente collinare. Adagiato ai piedi dell'altopiano della Giara, da un punto di vista morfologico è caratterizzato dalla presenza di rocce basaltiche di origine vulcanica, data la presenza, in epoche remote, nell'attuale altopiano, di un vulcano attivo. In quest'ambiente domina la macchia mediterranea; imperversano, tra colli e vallate, cisti, lentischi, corbezzoli e rovi. Lungo tutto il costone dell'altopiano vi sono boschi di querce e pioppi, al di sopra questo è caratterizzato dalla presenza di immense distese di querce da sughero.
Numerosi sono gli uliveti e i vigneti presenti su tutto il territorio. La vite e l'ulivo vengono coltivati da tempi antichissimi nella zona. Oggi, il vino e l'olio prodotti nel paese di Gesturi risultano essere di ottima qualità. Gran parte del territorio è adibito, oltre che al pascolo, anche alla coltura del grano, dell'orzo e dell'avena.

## Storia

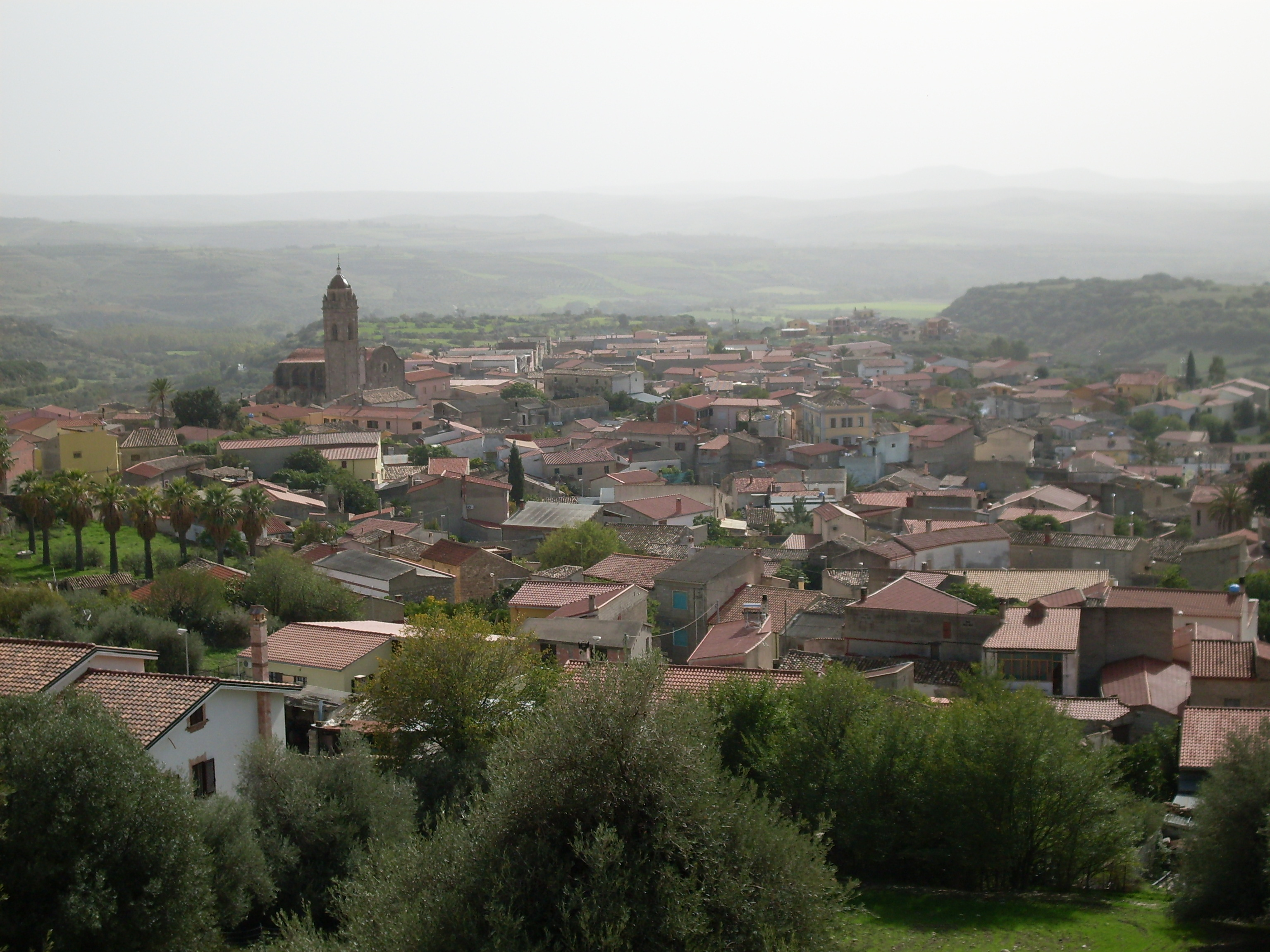
Il centro storico

Il suo toponimo è forse di origine preromana ed il suo territorio fu intensamente frequentato in età nuragica, come testimonia l'insediamento di Bruncu Madugui, nella Giara di Gesturi. Esso è un protonuraghe, la cui camera a differenza dei nuraghi a thòlos successivi, è priva della copertura a pseudocupola ogivale. Il protonuraghe è stato eretto in posizione elevata a protezione dell'altopiano della Giara.
Per lungo tempo, fin dal medioevo, il paese appartenne alla curadorìa di Marmilla, nel Giudicato di Arborea. Per un breve periodo entrò a far parte anche del Giudicato di Càlari, per poi tornare, dopo qualche anno, all'interno del Giudicato di Arborea. Decurtato per guerra il Regno di Arborea, nel 1409 divenne un villaggio del Regno di Sardegna e fu concesso al barone Gherardo Dedoni che lo amministrò fino al 1480. Il feudo rimase in possesso dei Dedoni fino all'estinzione della casata, avvenuta nel 1590. Negli anni successivi Gesturi fu ereditata da diverse famiglie. Ricordiamo la famiglia dei Zitrillas, quella dei Vico, dei Torrellas e infine dei Zonza-Vico. Nel 1772 il feudo fu incamerato dal demanio regio. Verso l'inizio del 1800 fu ceduto alla famiglia Orrù di San Raimondo che ancora oggi mantiene alcune proprietà nel comune di Gesturi e limitrofi. Il paese venne riscattato agli ultimi feudatari nel 1839 con l'abolizione del sistema feudale.

### Simboli
Lo stemma e il gonfalone del comune di Gesturi sono stati concessi con decreto del presidente della Repubblica del 27 novembre 2002.
Il gonfalone è un drappo troncato di verde e di azzurro.

## Monumenti e luoghi d'interesse

### Architetture religiose
Gesturi, oltre a essere famoso per l'altopiano della Giara, che presenta caratteristiche morfologiche uniche, sia per quanto concerne la flora, che la fauna è anche un famoso centro religioso.
La figura centrale del paese è infatti il beato fra Nicola da Gesturi, nato proprio in una modesta abitazione al centro del paesino nel lontano 1882, casa che oggi è stata adibita a museo. Oltre a questo luogo di interesse il paese presenta una connotazione fortemente religiosa, per il fatto che nel suo territorio sono presenti sei diverse chiese, quasi tutte in buono stato di conservazione ed alcune recentemente ristrutturate.
Si ricordano:
- La parrocchiale di Santa Teresa d'Avila;
- La chiesa di Santa Maria Egiziaca; risalente al XVII secolo e che è la sede de "is cunfrarius nieddus";
- La chiesa di San Sebastiano; anch'essa risalente al XVII secolo, attigua al cimitero sede de "is cunfrarius biancus";
- La chiesa di Santa Barbara risalente al 1437.
- Il santuario della Madonna d'Itria;
- La chiesa campestre di San Giovanni.

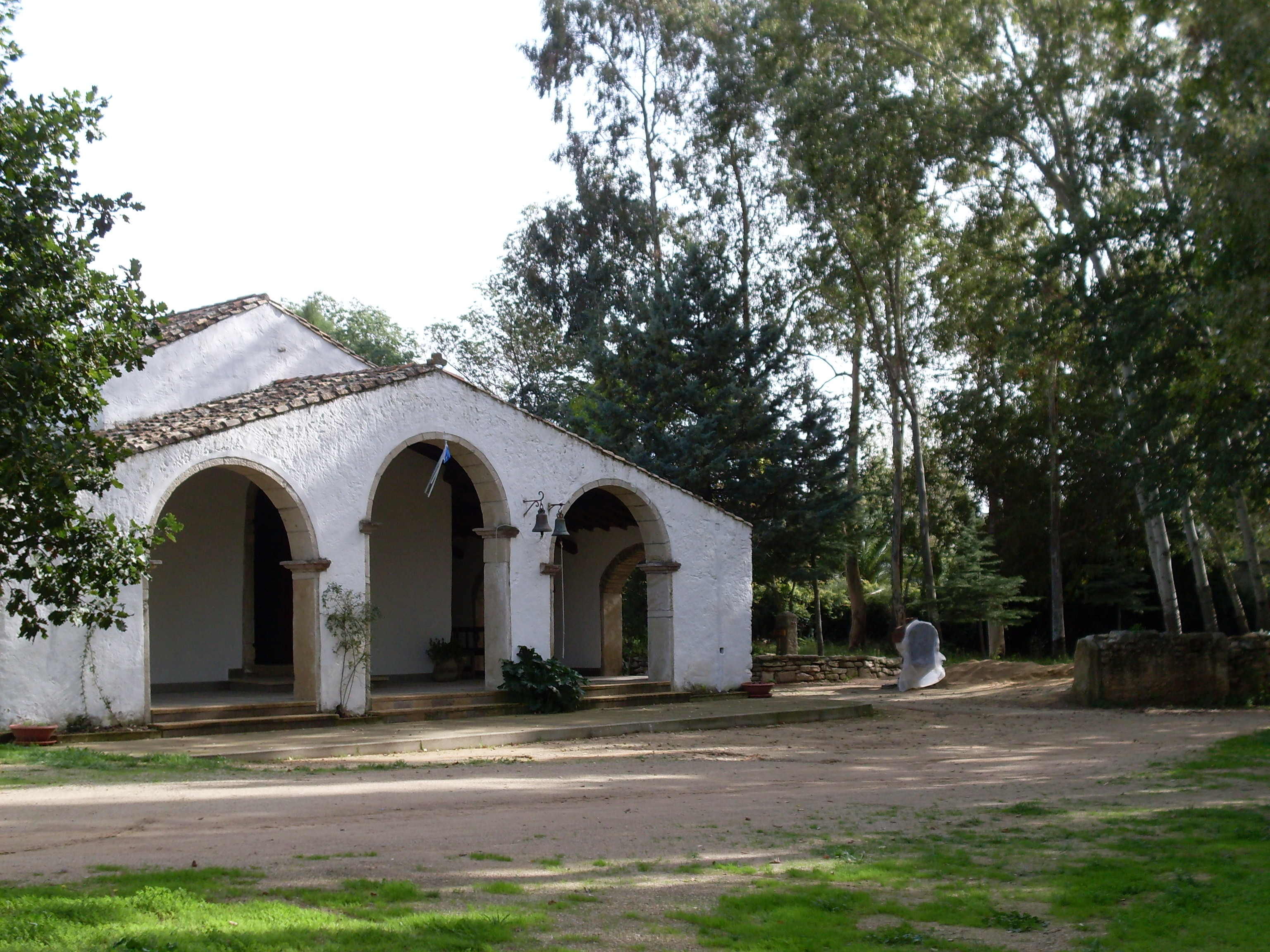
Santuario della Beata Vergine d'Itria
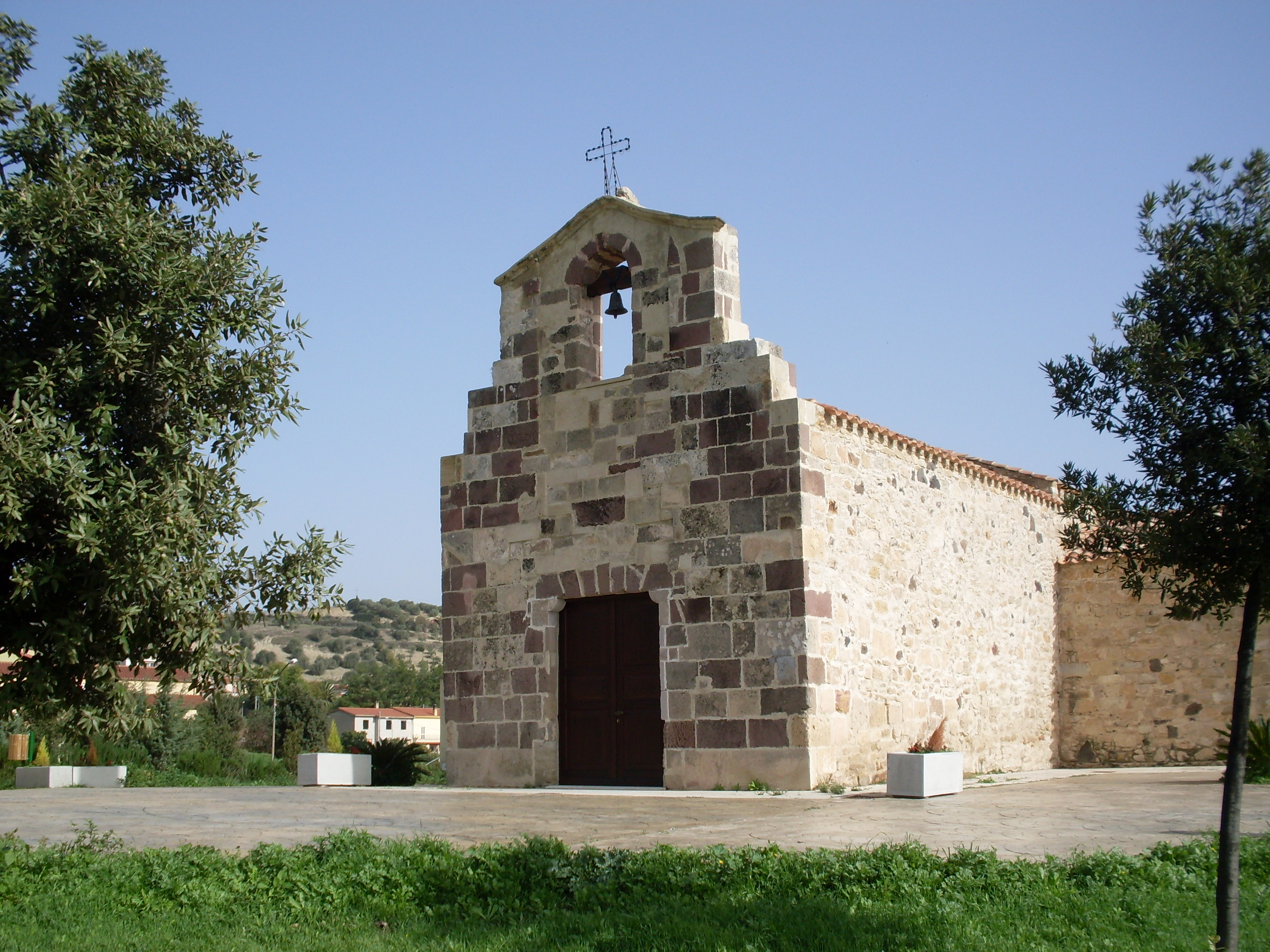
Chiesa campestre in onore di Santa Barbara
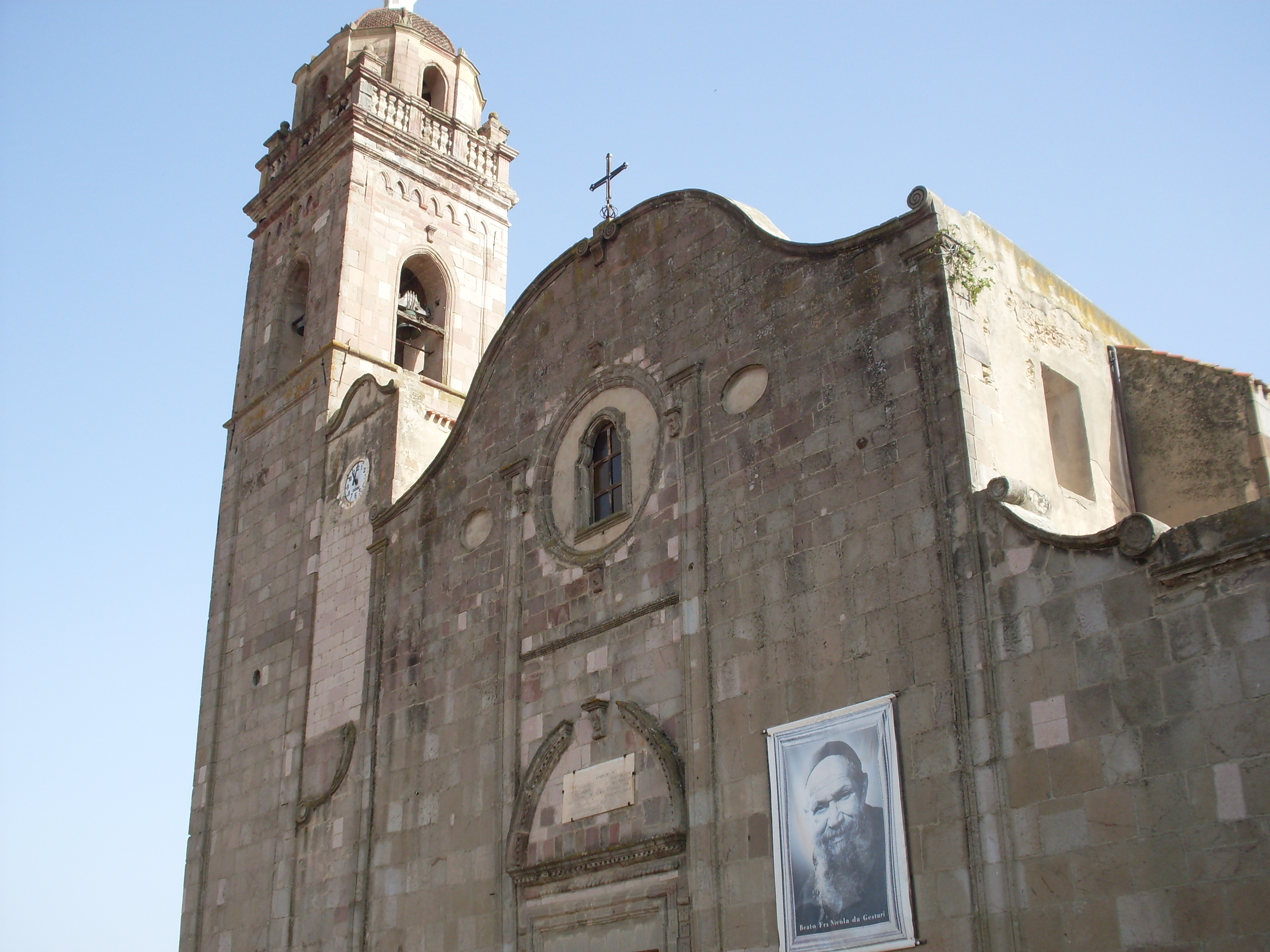
Chiesa principale del paese. Parrocchia in onore di Santa Teresa d'Avila

### Il centro storico

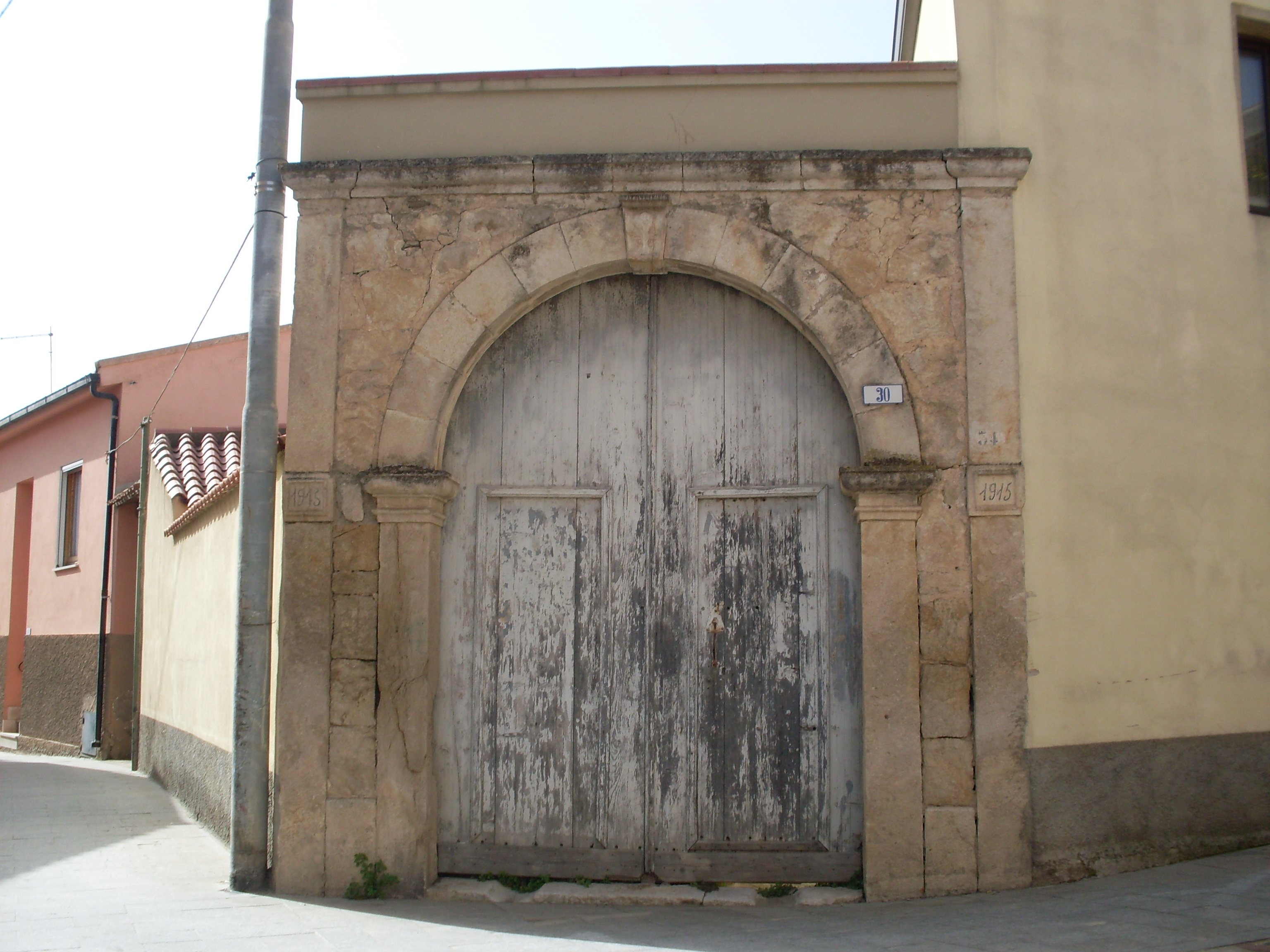
Antico portone nel centro storico del paese

Per la sua integrità e conservazione merita un trattamento a parte il centro storico. Ricco di svariati elementi architettonici, il centro storico del paese simboleggia la rappresentazione più alta della cultura contadina, attraverso la presenza di numerosi archi e antichi portali e ingressi magnificamente conservati.
Le vie strettissime e le abitazioni con verande archivoltate sono l'elemento che più colpisce, che più di ogni altro impersonifica il paese nella sua cultura secolare agro-pastorale.

### Siti archeologici
Oltre alle chiese il territorio di Gesturi è contraddistinto dalla presenza di numerosi siti nuragici. È infatti impressionante il quantitativo di testimonianze prenuragiche (menhir, domus de janas), nuragiche come i nuraghi e le tombe dei giganti, e punico-romane presenti sul territorio. Come citato prima, vari studi e ricerche hanno reso possibile stimare la presenza di circa trenta siti nuragici e archeologici. Oltre al già citato protonuraghe "Bruncu Madugui", si trovano altri 32 siti, quasi tutti situati sull'altopiano della Giara, e sono:
- nuraghe Nuraceddea

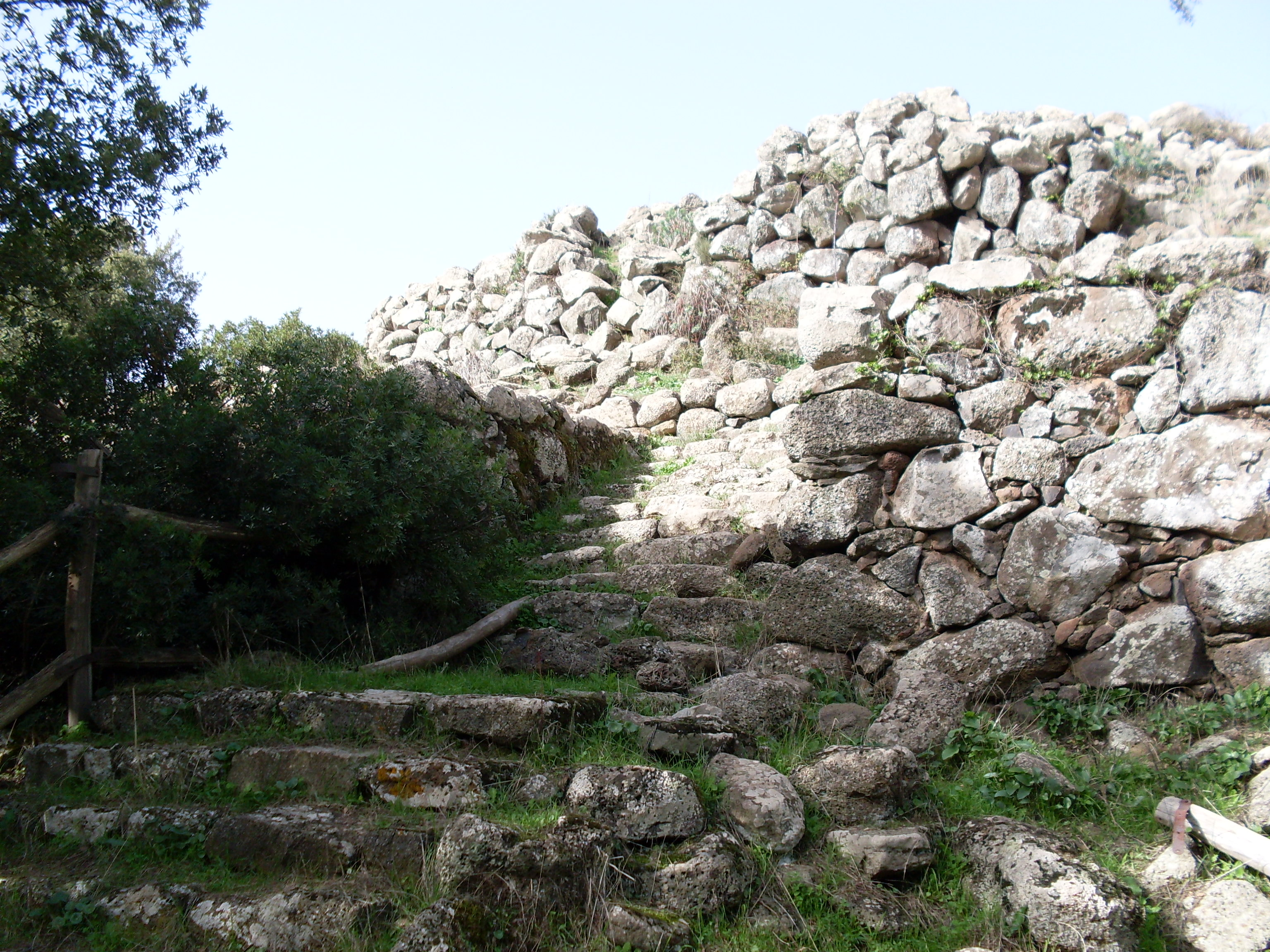
Particolare del Nuraghe Bruncu Madugui, il più antico della Sardegna

- villaggio di età punico/romana in località Tana
- nuraghe Bingia 'e Crobusu
- edificio nuragico Nieddosa
- villaggio romano località Tupp'e Turri, Terr' e Graffia
- nuraghe Funtanedda Mannasa
- tomba megalitica località Lacarissu
- menhir e domus de janas località Sa ucca 'e su paui
- domus de janas in località Cadoni
- nuraghe di Pisconti
- domus de janas località Monti Crucurisi
- villaggio nuragico ed edificio nuragico di Gurdillonisi e Giuru
- nuraghe Corte Brocci
- materiale nuragico punico romano Nuraxi Arrosasa (Pisconti)
- nuraghe località Peppi Pinna
- nuraghe Pascasi
- tomba dei giganti località Pranu 'e Follasa
- nuraghe e villaggio, tomba dei giganti località Scusorgiu
- tomba dei giganti e nuraghe località Pranu 'e Mendula

### Aree naturali

#### La Giara
Quello che un tempo fu un imponente vulcano, oggi è un'incontaminata oasi naturale che da un punto di vista naturalistico non ha eguali in Sardegna e nell'intero bacino del Mediterraneo. Il tavolato della Giara sovrasta il centro di Gesturi e alcuni altri piccoli centri limitrofi (Genoni, Tuili, Setzu) che se ne spartiscono i quasi 4000 ettari di territorio. Quasi la metà dell'intero territorio della Giara appartiene a Gesturi.
L'altopiano raggiunge quasi i 600 m d'altezza e racchiude in un fascino antico, un luogo ricco di storia. La prima carta corografica dell'altopiano risalente al 1840 ad opera del generale piemontese Alberto Ferrero individuò in tutta la zona addirittura diciannove nuraghi. Numero che poi fu corretto nel 1924, quando il primo elenco degli edifici monumentali nazionali, curato dalla Direzione Generale delle Belle Arti del Ministero della Pubblica Istruzione individuò nel territorio di Gesturi ben ventotto siti nuragici/archeologici. Tra essi il più importante risultò essere proprio il nuraghe Bruncu Madugui. Studi successivi che trovarono epilogo nel 1962 presso l'Istituto di Antichità Sarde dell'Università di Cagliari stabilirono che proprio il nuraghe Bruncu Madugui risulta essere il monumento nuragico più antico della Sardegna, il padre di tutti i nuraghi.
La Giara oltre a conservare il suo patrimonio storico, racchiude un importante patrimonio faunistico. Numerosissime specie botaniche trovano asilo nella vegetazione incontaminata. Fiori e piante rare si adattano perfettamente al clima e alla morfologia del territorio. A rendere ancora più incantevole il paesaggio c'è anche la massiccia presenza dell'acqua, sotto forma di "paulis": enormi pozze d'acqua profonde anche quattro metri presenti un po' su tutto l'altopiano. Altre caratteristica unica sono le capanne: i ricoveri di animali ma anche di pastori, costruite con blocchi basaltici tenuti uniti dalla malta e dal fango, con il tetto costruito con il cisto, "mulgegu", in dialetto gesturese, arbusto presente in notevole quantità su tutta la Giara.

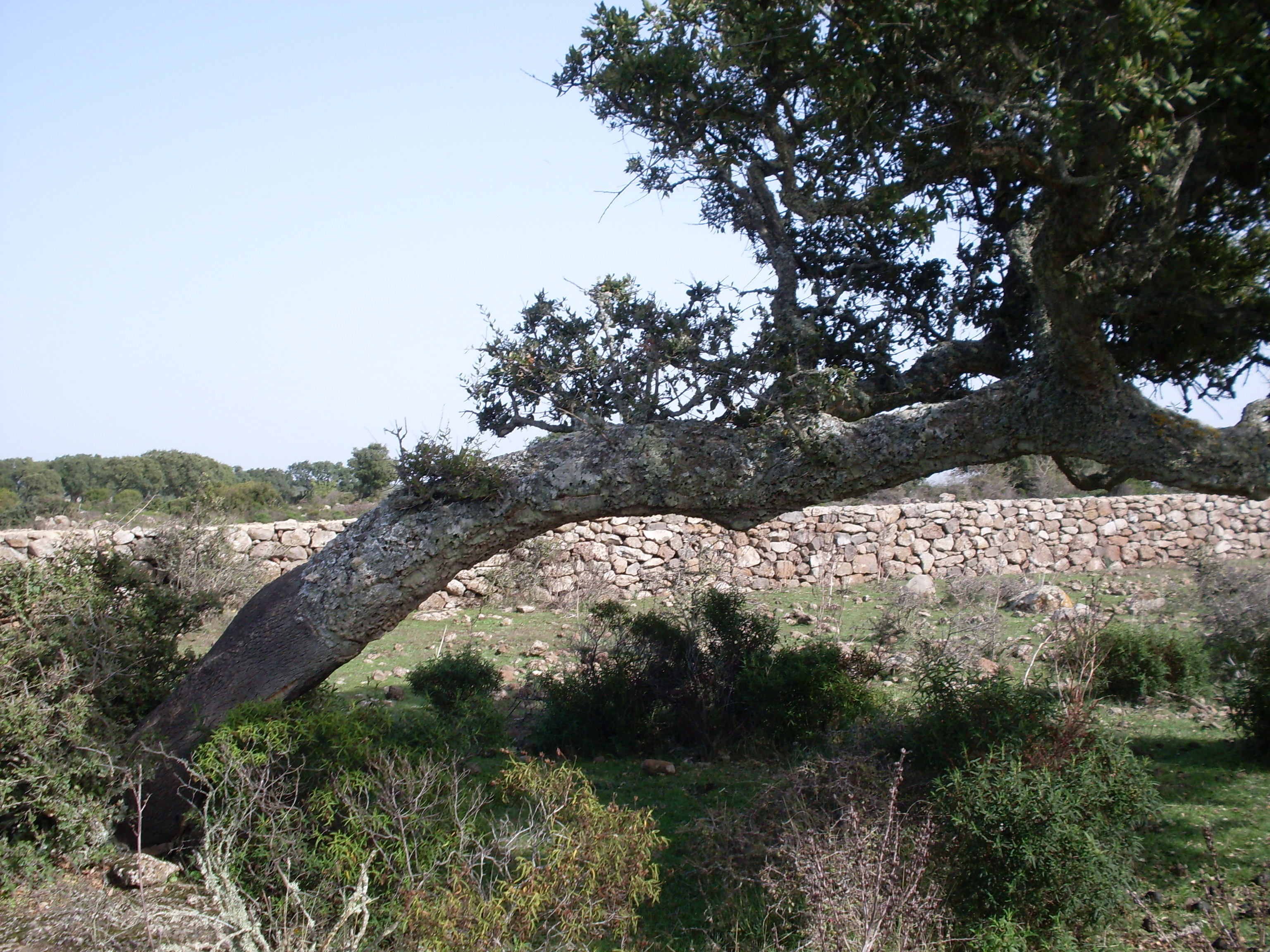
Quercia da sughero con la sua particolare postura inclinata

Tutto questo ambiente è dominato dalle querce da sughero. Caratteristica unica di questi alberi è la loro "storta postura". Quasi tutti infatti, risultano essere inclinati per via della forza del vento che soffia impetuoso e indisturbato per quasi tutto l'anno riuscendo a piegare le piante, fin da piccole e adagiandole con gli anni ad una posizione quasi obliqua.
Simbolo della Giara e di Gesturi e vero padrone dell'altopiano è senza dubbio il famoso cavallino della Giara. Specie più unica che rara, questo cavallo baio selvatico è riuscito ad adattarsi alla perfezione e a fare della Giara il suo habitat naturale ideale. È presente solo qui, non c'è nessun altro esemplare simile in tutta Europa. Le sue caratteristiche oltre al colore scuro, sono le dimensioni alquanto ridotte, un metro e venti circa al garrese e i grandi occhi a mandorla. Vivono in piccoli gruppi, ognuno dei quali ha un maschio dominante. Attualmente il numero dei cavallini si aggira intorno ai 500 esemplari. La Regione Sardegna, attraverso i suoi organi competenti ha attribuito al cavallino della Giara lo status di specie particolarmente protetta con coinvolgimento di tutti gli organi preposti, tra cui il corpo forestale, per la sua tutela e salvaguardia.

## Società

### Evoluzione demografica
Abitanti censiti

### Lingue e dialetti
La variante della lingua sarda parlata a Gesturi è il campidanese occidentale.

### Tradizioni e folclore
Grazie al ritrovamento di alcune lettere del 1840-50, alle corrispondenze con il Dizionario geografico storico-statistico-commerciale degli Stati di S. M. il Re di Sardegna di Angius-Casalis, alle foto più antiche e alle testimonianze degli anziani, si è arrivati a ricostruire abiti che abbracciano un secolo,dal 1840 al 1950, quando gli abiti sono stati dismessi.
L'abito più antico presenta la benda di lino bianca stretta attorno al viso, un giacchino di panno verde di lana, la camicia di tela bianca, un grembiule di panno verde e orlato di seta viola, la gonna di orbace color rosso scuro.
Nei decenni successivi, smesso l'orbace, i tessuti predominanti sono l'indiana (cotone stampato) di vari fondi e colori per le gonne e le giacche, la seta ed il cotone per i fazzoletti di varia foggia.
Variegate sono le tipologie di giacchini, gonne e grembiuli, in base alla classe sociale di appartenenza e allo stato civile della donna e dell'uomo che li indossavano.
L'abbigliamento maschile è quello classico, e praticamente universale, caratterizzato dalla berrita, dal corpetto, la camicia, is ragas, is cratzonis, is brutzighittus, e per finire la giacca ed il cappotto.

## Cultura

### Eventi
Grazie alla sua vocazione fortemente religiosa il comune annovera varie festività e nel tempo è riuscito a conservare anche delle interessanti tradizioni agro-gastronomiche come le sagra della pecora e dell'asparago.

#### (prima domenica di agosto)
La festività civile più importante è senza dubbio quella che riguarda la ricorrenza della nascita di fra Nicola, beatificato il 3 ottobre del 1999 da san Giovanni Paolo II.
La festa è molto sentita da un punto di vista religioso e offre due giorni di intense celebrazioni che hanno l'apice nella processione in onore del beato al quale partecipano numerosi fedeli a cavallo, gruppi folk, e tanti altri fedeli. La Santa Messa con la partecipazione di numerosi sacerdoti ha luogo il giorno dopo la processione. 

#### Festa della Beata Vergine d'Itria
Questa festività ha origini antichissime. I documenti sacri originano il culto come influenza della cultura bizantina nell'isola. In onore della vergine nel 1620 è stata eretta una chiesa che dista circa 4 km dal paese, immersa in una delle zone più suggestive dell'agro gesturese, ricca di sorgenti e attorniato da una vegetazione lussureggiante rappresentata in prevalenza da pioppi e querce. L'edificio è un vero e proprio santuario che presenta una struttura a forma di croce latina, con altare principale in pietra e legno.
Ogni anno il rito dedicato alla Vergine si celebra con le novene, che hanno inizio dopo la Pasqua. Al termine del periodo settenario, che dura sette martedì, i fedeli guidati da parroco partono dal paese e giungono alla in solenne processione alla chiesa campestre, dove per quattro giorni il simulacro della Vergine verrà custodito e vegliato dai numerosi devoti con il canto del santo rosario in sardo, de is coggius e di antichi canti devozionali. Il giorno vero e proprio della festa è il martedì di Pentecoste, giorno nel quale il simulacro della Vergine Santissima processionalmente fa ritorno alla chiesa Parrocchiale dove è meta continua di devozione del popolo gesturese.
Alla manifestazione religiosa si è aggiunto nel corso degli anni anche una festività laica che si sviluppa nella "Sagra della pecora" servita con patate lesse e fave. L'intreccio intimo del culto religioso con la tradizione della prevalente attività agropastorale hanno dato luogo, con il tempo, ad un rito unico.

#### Festa di Sant'Isidoro e di San Giovanni
La festa di Sant Isidoro di Madrid patrono degli agricoltori, cade il 15 maggio e per tale occasione venivano addobbati i gioghi dei buoi con i fiori selvatici e poi fatti sfilare in processione, buoi ormai sostituiti dai trattori nella vita lavorativa di chi cura i campi e anche i trattori vengono fatti sfilare in processione coperti da tappeti e coperte antiche.
Il 24 giugno i pastori e tutti i devoti onorano il loro santo patrono san Giovanni Battista, in tale occasione si facevano delle promesse e si poteva diventare "goppais de froris" scambiando dei garofani davanti alla statua del santo ci si impegnava a rispettarsi come veri e propri compari.

#### Festa di Santa Vitalia, Maria Vergine del Rosario e Santa Teresa
Chiamata dai gesturesi "sa festa nosta" cade la prima domenica di ottobre, mente qualche giorno dopo, esattamente il 15 ottobre si festeggia santa Teresa d'Avila, patrona del paese alla quale è dedicata la parrocchia principale.

#### Su Scravamentu
Particolare rilevanza hanno assunto negli ultimi anni i riti in occasione della settimana santa. Su tutti il solenne atto de su "scravamentu" (il dischiodamento). Il venerdì santo infatti, una delle giornate di più profondo significato cristiano, si svolge l'atto del dischiodamento di Cristo dalla croce, celebrato con grande solennità e partecipazione da parte dei fedeli.

#### Su foghidoni
Il 20 gennaio un'altra caratteristica tappa della tradizione gesturese è senza dubbio la ricorrenza de "su foghidoni", ovvero il falò in onore di San Sebastiano. Grande è la partecipazione, tant'è che l'usanza ha assunto i connotati di una vera e propria festa. La raccolta della legna e la preparazione del falò, rappresentano un momento di festa che culminano, tra una partita a "sa murra" e un ballo sardo, con la degustazione di vini e carni locali.

## Amministrazione
| Periodo        | Periodo        | Primo cittadino | Partito                          | Carica  | Note  |
| -------------- | -------------- | --------------- | -------------------------------- | ------- | ----- |
| 10 giugno 2018 | 29 maggio 2023 | Ediberto Cocco  | Lista civica "Gesturi per tutti" | Sindaco | [ 5 ] |
| 29 maggio 2023 | in carica      | Emilio Serra    | Lista civica "Gesturi riparte"   | Sindaco | [ 6 ] |